# Focus (banda)
Focus es una banda neerlandesa de rock progresivo, liderada por el teclista y flautista Thijs van Leer y el guitarrista Jan Akkerman. Se formó en Ámsterdam en 1969 con cuatro músicos de formación clásica: Akkerman, Van Leer, el bajista Martin Dresden y el baterista Hans Cleuver, pero ha tenido varias formaciones a lo largo de su existencia. 
Su período de mayor popularidad abarcó a los álbumes Focus II (o Moving Waves) (1971), Focus III (1972) y Hamburger Concerto (1974), y sus canciones más populares fueron Hocus Pocus y Sylvia.

## Historia

### Inicios
En 1970, los músicos de Focus fueron contratados como miembros principales de una orquesta de nueve integrantes, para interpretar el musical Hair en su versión holandesa. En el álbum de Hair, grabado con esta versión, se escucha a Van Leer, Dresden, Cleuver y Akkerman juntos por primera vez. Los cuatro músicos iniciaron una gira durante seis meses, y ese mismo año grabaron su álbum debut titulado Focus Plays Focus, con pistas vocales e instrumentales y producido por Hubert Terheggen. House of the King y Anonymous son los temas más destacados. Sin embargo, se vendieron sólo 8000 copias del álbum. Al principio se lanzó solo en los Países Bajos, pero dada la creciente popularidad del grupo, para darle mayor distribución, el álbum fue reeditado ese mismo año en Londres, con el título In and Out of Focus. El sencillo House of the King fue un éxito, y se mantuvo varias semanas en el ranking neerlandés. Quienes escuchaban esta canción, y no conocían a la banda, pensaban que se trataba de Jethro Tull debido al sonido de la flauta.
Focus aún no tenía bien definida su orientación musical, inclinada a veces hacia el estilo más clásico del Thijs van Leer Trio y otras a la guitarra predominante de Akkerman. Al cabo de unos pocos meses, Akkerman se negó a seguir con Dresden y Cleuver, decidió llamar al percusionista Pierre van der Linden (con quien había tocado en los grupos Johnny and The Cellar Rockers, The Hunters y Brainbox) y dio a elegir a Van Leer entre seguir con ellos o quedarse con su trío; van Leer optó por seguir con Akkerman y van der Linden, Dresden y Clauver abandonaron la banda y entró Cyril Havermans como bajista y vocalista. Pierre van der Linden, nacido en 1946 en Ámsterdam, comenzó con percusión desde muy pequeño; inicialmente fue autodidacta pero luego tuvo la guía de Louis de Heer, percusionista de la Orquesta Sinfónica de Ópera de Holanda. Sus primeras influencias fueron Miles Davis, Elvin Jones, Charlie Parker y John Coltrane, entre otros. Por su parte, Cyril Havermans había participado en Hair e integrado los grupos Big Wheel, The Heralds y Spatial Concepts. Fue convocado como compositor, más que como bajista.[cita requerida]

### Nuevos integrantes
Con esta nueva formación, que mantuvo el nombre Focus, trabajaron en su segundo álbum, Focus II, que fue titulado Moving Waves fuera de los Países Bajos, grabado en abril y mayo de 1971 en Londres. Contrataron como productor a Mike Vernon (que había trabajado con Fleetwood Mac, John Mayall, Ten Years After y que continuaría como productor del grupo), apuntando al público de habla inglesa. Este aclamado álbum, un clásico del rock holandés, ejemplifica los diversos estilos musicales, influencias del grupo e incluye el ahora legendario tema Hocus Pocus, donde Van Leer aplicó por primera vez el canto estilo tirolés. En el álbum se destacan Le Clochard y Janis. Así mismo, el álbum manifiesta una acertada combinación de clásico, rock y jazz. La cara B del álbum consiste en un tema conceptual; Eruption, compuesto principalmente por van Leer, con arreglos de Akkerman y editado por Mike Vernon. Tanto el álbum como Hocus Pocus se convirtieron en un éxito; el grupo ganó popularidad y apareció en la televisión británica por primera vez en noviembre de 1971. En diciembre del mismo año hubo otro cambio en la formación de Focus. Cyril Havermans dejó el grupo para seguir su carrera como solista y fue reemplazado por Bert Ruiter en bajo y voces. Antes de integrarse a Focus, Ruiter formaba parte del grupo Angel Flight Railways que tocaba en clubes de Ámsterdam.
Con Ruiter, como nuevo integrante, comenzaron a grabar su tercer álbum, Focus III. En principio tenían pensado hacer un solo álbum, pero habían grabado mucho material en apenas tres semanas y decidieron lanzar un álbum doble, el cual trepó directamente al primer puesto en los rankings neerlandeses. El sencillo Sylvia fue un éxito.[cita requerida] Diversos medios especializados calificaron a Focus como “Mejor grupo extranjero”; Jan Akkerman fue considerado “Mejor guitarrista del mundo”.[cita requerida]  Ese mismo año Focus inició una gira por los Estados Unidos de costa a costa, destacada con un show en el Philharmonic Hall de Nueva York y en la televisión de ese país, lo cual hizo que se quedaran más tiempo del que habían planeado. Estaban en la cima; sus discos habían ganado enorme popularidad y eran aclamados en su tierra natal y en el exterior. En mayo de 1973 sale a la venta Focus Live At The Rainbow, grabado en vivo en el Rainbow Theatre de Londres, testimonio del poder que tenía su sonido en vivo en esa época. En 1974, Van der Linden decidió dejar Focus porque el estilo del grupo ya no era de su agrado: Bert Ruiter quería hacer de Focus un grupo más comercial, orientado al mercado de Estados Unidos. Van der Linden fue reemplazado por el percusionista escocés Colin Allen, que previamente había tocado con Stone The Crows y John Mayall. Con el nuevo integrante se terminó de grabar Hamburger Concerto; el último de la época de esplendor del grupo. El disco recibió críticas positivas pero no obtuvo mayores ventas. Focus emprendió una nueva gira internacional y a fines de 1974 se editó una recopilación de sus temas con el título Masters of Rock.
En 1975 crecieron las tensiones dentro del grupo. Comenzaron a grabar el siguiente álbum, Mother Focus, en el cual Allen alcanzó a tocar sólo un tema, pues decidió dejar la banda apenas un año después de haber ingresado debido a las tensiones internas. La grabación (realizada en Los Ángeles, excepto un tema en Bruselas) fue finalizada con el percusionista de sesión David Kemper, nacido en Estados Unidos. Para muchos, este álbum ya carecía del verdadero sonido Focus e indicaba el cambio de estilo del grupo, ahora con una orientación más funky. Debido a este cambio en la dirección musical, se agravaron aún más las tensiones entre Akkerman y Van Leer, que habían comenzado tiempo atrás. Desde el principio ambos tuvieron puntos de vista opuestos, pero el respeto mutuo y su coincidencia en lo musical los habían mantenido juntos. Esta vez, sin embargo, las diferencias musicales parecían constituir la causa de un evidente alejamiento entre ambos. Akkerman se distanció abiertamente de Mother Focus; afirmó que se había grabado sólo para el mercado estadounidense; se trataba de típica música norteamericana, que nada tiene que ver con Focus”. Las críticas dieron la razón a Akkerman: sostenían que el álbum era bastante insípido y carente de la otrora magia de la banda.

### Salida de Akkerman
A comienzos de 1976, Jan Akkerman dejó Focus y continuó su carrera como solista, que había iniciado en 1973. Focus hizo un paréntesis hasta 1977. Durante ese período sólo se editó una compilación con material inédito, producida por Mike Vernon, titulada Ship Of Memories. Para muchos, Focus había perdido su impacto, su espíritu y su éxito. Como reemplazo de Akkerman ingresó el guitarrista de jazz-rock belga Philippe Catherine. Se integraron también Steve Smith en percusión (había trabajado con Jean Luc Ponty, y posteriormente en Journey), Jons Pistoor (ex de Maggie MacNeal) en teclados, Eef Albers en segunda guitarra y P.J. Proby en voces. En 1977 grabaron un nuevo álbum: Focus Con Proby, que incluía canciones con P.J. Proby como vocalista. El álbum recibió críticas negativas.

### Receso
La magia inicial ya no existía y Focus inició un largo paréntesis, que algunos consideran como el final del grupo. Thijs van Leer continuó con su carrera como solista. En 1985 Thijs van Leer y Jan Akkerman se reunieron y grabaron un álbum llamado Focus (que no firmaron como Focus, sino como Jan Akkerman & Thijs van Leer), con músicos invitados: Tato Gómez y Ruud Jacobs (bajo), Ustad Samir Ahmad Khan (tabla), Sergio Castillo (batería que junto a Tato Gómez ya había trabajado con Van Leer en el espectáculo Rock & Ríos de Miguel Ríos) y Ed Starink (programación de percusión). En cierta medida, el álbum tiene sonidos típicos del antiguo Focus, con largas piezas instrumentales y teclados polifónicos, aunque ya incluyen el uso de batería electrónica, secuenciadores y otros equipos electrónicos. 
Si bien tuvo buenas ventas, el trabajo no recibió buenas críticas y ambos músicos volvieron a separarse.[cita requerida]

### Década de los 90
En 1990 Focus participó en dos programas de TV neerlandeses, con su antigua formación: Bert Ruiter, Pierre van der Linden, Jan Akkerman y Thijs van Leer, presentando temas clásicos del grupo. En 1993, Van Leer y Akkerman aparecieron juntos en el tradicional "North Sea Jazz Festival" de Holanda. En 1998, Thijs van Leer intentó reagrupar nuevamente a Focus, esta vez con los ya conocidos Bert Ruiter y Hans Cleuver, y Menno Gootjes en guitarra, pero antes de comenzar la gira se separaron por problemas entre Ruiter y Van Leer.[cita requerida]
En 2010, la marca de indumentaria deportiva Nike, musicalizó con la canción Hocus Pocus su spot "Write the future", creado para la Copa Mundial de Fútbol 2010.

## Discografía

### Álbumes
- In and Out of Focus (enero de 1971)
- Focus II o Moving Waves (octubre de 1971)
- Focus III (noviembre de 1972)
- Focus at the Rainbow (octubre de 1973)
- Hamburger Concerto (mayo de 1974)
- Mother Focus (octubre de 1975)
- Ship of Memories (septiembre de 1977)
- Focus con Proby (enero de 1978)
- Focus (como Jan Akkerman & Thijs Van Leer) (agosto de 1985)
- Focus 8 (enero de 2002)
- Live at the BBC 1976 (mayo de 2004)
- Focus 9 / New Skin (septiembre de 2006)
- Focus X (noviembre de 2012)
- Golden Oldies (2014)
- Focus 8.5 / Beyond the Horizon (2016)
- The Focus Family Album (2017)
- Focus 11 (2018)

### Sencillos
- Hocus Pocus / Janis
- Sylvia / Love Remembered
- House Of The King / Black Beauty
- House of the King / O avondrood (versión vocal de Red sky at night)
- Tommy / Focus II
- Harem Scarem / Early Birth (Es una versión alternativa acortada de la pista Birth del álbum Hamburger Concerto)
- Mother Focus / I Need A Bathroom
- P's March / Focus II
- Hocus Pocus / Hocus Pocus (Versión EE. UU.)
- Russian Roulette / Ole' Judy
- Glider (Planeador)